# Дятлово (Оршанський район)
Дя́тлово (біл. Дзятлава) — село в складі Оршанського району розташоване в Вітебської області Білорусі. Село підпорядковане Зубревіцькій сільській раді.
Село Дятлово розташоване на півночі Білорусі, у південній частині Вітебської області.